# P19细胞

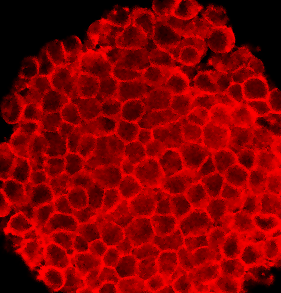
已染色的P19

P19是一種源自小鼠胚胎生殖細胞瘤的胚胎性癌細胞系，可以分化為三個胚層的細胞類型，並且是最具特徵性的胚胎性癌細胞系，可以通過不同的特異性治療方法，誘導為心肌細胞和神經元細胞，例如將密集的P19細胞暴露於二甲基亞碸（DMSO）時會誘導其分化為心肌和骨骼肌細胞，而將P19細胞暴露於視黃酸（RA）時，則可以將其分化為神經元細胞。

## 起源
如果具侵襲性的癌細胞增殖並轉移到其他部位，可能導致患者死亡，然而研究人員也能利用這些細胞來研究癌細胞的發育過程，以便找到更具體的治療方法。對於生物學家來說，起源於生殖細胞瘤的胚胎性癌細胞系是進行癌細胞發育研究的良好對象。1982年，有科研人員將僅7.5天大的小鼠胚胎移植到睾丸中，以誘導腫瘤的生長。從具有整倍體核型的原發性腫瘤中，分離出含有未分化幹細胞的細胞培養物。這些幹細胞被稱為P19細胞。這些衍生的P19細胞在沒有飼養細胞（feeder cells）存在的情況下迅速生長，並且易於維護。通過將P19細胞注射到另一個小鼠品系的胚泡中，可以確認P19細胞的多能性。在身為受體的小鼠中，三個胚層都有組織生長。基於後來的研究，科研人員進一步從原始的P19細胞衍生了四個亞型，分別為P19S18、P19D3、P19RAC65及P19C16。這些亞型之間的不同之處是響應於RA或DMSO處理而分化為神經元細胞或肌肉細胞的能力。由於P19細胞具有多能性，因此這些衍生的細胞系可以是外胚層、中胚層及內胚層樣細胞。

## 細胞分化
由於P19細胞具有穩定的染色體組成，所以其可以保持着指數的增長。因為胚胎癌可以分化成三個胚層的細胞，所以P19細胞也可以分化成外胚層、中胚層和內胚層樣細胞。當胚胎性癌細胞進行高密度的培養時，它們會開始分化。通過將細胞聚集到胚胎的體內，EC細胞可以進行分化。在密集的類胚體細胞中，添加對細胞無毒性的濃度的藥物可以誘導P19細胞分化為特定的細胞系。兩種最常見和最有效的藥物是RA和DMSO。有研究表明一定濃度的RA也可以誘導P19細胞分化為神經元細胞，其中包括神經元和神經膠質細胞，而0.5％至1％的DMSO則導致P19細胞分化為心肌或骨骼肌細胞。在RA治療方法中，聚集後可以鑑定神經元、星形膠質細胞及成纖維細胞。已進行分化的細胞也具有膽鹼乙醯轉移酶和乙醯膽鹼酯酶活性。當用DMSO處理細胞後5天後時，已有心肌細胞發育，而8天後則出現骨骼肌細胞。這些研究表明，暴露於藥物會導致多能性的P19細胞分化為不同的細胞層。由於RA或DMSO的濃度對細胞並沒有毒性，因此藥物特異性分化是由於細胞被誘導的緣故。目前已經產生P19細胞的突變體，以研究藥物特異性分化的機制。此外，通過研究基因表達或產生P19細胞突變體，可以研究與神經發生及肌肉生成有關的信號通路。

## 神經發生
利用RA處理未分化的P19細胞，可以特異性誘導它們成為神經元細胞。使用1μM至3μM 劑量的RA可以令神經元成為細胞內含量最豐富的細胞類型。經過有關處理的神經元在六天至九天內成為細胞內最高含量的種群，而神經纖維絲蛋白、HNK-1抗原和破傷風毒素結合位點等神經元標記物會以最高的水平表達。經過六至九天的治療，神經元數量會下降，原因可能是由於非神經元細胞比神經元細胞更快速地增殖。暴露於RA10天後，可以使用神經膠質纖維酸性蛋白檢測星形膠質細胞，因為該蛋白是神經膠質細胞的特異性標誌物。除了分化成為神經元和星形膠質細胞外，P19細胞還可以分化為寡突膠質細胞，並且可以使用特異性標記物、髓鞘相關糖蛋白及CNPase進行檢測。當經RA誘導的細胞移植到大腦中時，寡突膠質細胞也會發育並遷移至成纖維束。
維生素A酸不僅可以誘導P19細胞，還可以誘導着其他祖細胞或胚胎幹細胞的分化。由於經RA處理後的細胞，不會立即表達神經元標記基因，因此RA必須啟動某種途徑來進行細胞分化。許多學者使用P19細胞研究RA誘導的機制，包括產生RA受體基因的突變等位基因，以及研究暴露於RA時，受體基因、同源異形基因及視黃醇結合蛋白質的表達。這些研究表明，P19細胞可用於研究干擾特定細胞途徑的藥物機制，故而是有關領域上良好的體外模型系統。
此外，通過利用RA誘導的P19細胞神經發生的能力，許多研究人員開始確定神經或神經膠質發生的體外分化機制。使用基因表達或產生相關基因的等位基因研究了幾種相關信號通路，包括Wnt/β-catenin信號通路、Notch信號通路，以及刺蝟信號通路。

## 肌肉生成
與視黃酸相同，DMSO誘導的分化不是P19細胞特有的。它也可以誘導神經母細胞瘤細胞、肺癌細胞和小鼠ES細胞。在濃度為0.5％至1％的DMSO中，DMSO誘導P19細胞聚集並處理中胚層和內胚層細胞類型。聚集和分化過程中的細胞機制仍未被完全研究。然而有研究表明，細胞的信息傳遞在P19細胞的肌肉分化中起著重要作用，或可以解釋細胞需要先聚集才能進行肌肉分化的原因。為了闡明P19細胞中肌發生的機制，有研究人員發現GATA-4、MEF2c、Msx-1、Nkx2.5、MHox、Msx-2及MLP等心臟特異性轉錄因子在分化過程中發生變化，例如在細胞經DMSO誘導後，GATA-4、NKx2.5和MEF2c的表達均被上調。P19細胞還用於研究心臟的分化和肌肉生成的機制。骨塑型蛋白（BMP）信號通路是在P19細胞中研究最深入的信號通路。它們通過產生過度表達BMP拮抗劑的P19CL6noggin細胞，發現其經用1％DMSO處理後，突變的細胞不會分化為心肌細胞，這表明BMPs在該系統中對於心肌細胞的分化是必不可少的東西，有關證據表明TAK1、Nkx-2.5及GATA-4在心源性BMP信號通路中十分重要。

## 未來研究方向
P19細胞可以在體外形成神經元細胞和肌肉細胞。P19細胞與其他胚胎幹細胞相比，更容進行易維護和培養，因此它們是在體外進行發育研究的便捷模型。 操作該細胞系以表達或敲除某些基因的技術，可以用於詳細研究信號傳導途徑，以及肌肉生成和神經生成的蛋白質表達調控。經擴展的研究還可以闡明心臟或大腦發育及成熟的後期階段。

## 外部連結
- Cellosaurus entry for P19（页面存档备份，存于）